# Maitotoxine
Maitotoxine (MTX) is een gif dat wordt aangetroffen in Ctenochaetus striatus (een vissoort) en in Gambierdiscus toxicus (een flagellaat). Het is een van de meest toxische natuurlijk voorkomende substanties en is het grootste non-proteïne- en non-polysacharidemolecuul geproduceerd door een organisme. Onderzoekers vermoeden dat de vissen alleen door het eten van de flagellaten giftig worden.
De toxine beïnvloedt de werking van Ca2+-kanalen in cellen. Dit beïnvloedt calciumafhankelijke processen zoals het vrijkomen van hormonen en neurotransmitters, de stimulatie van fosfoinosideafbraak en contractie van glad spierweefsel.

## Structuur en reactiviteit
Maitotoxine is een amorfe, kleurloze stof met een molaire massa van 3,422 kDa en de chemische formule C164H256O68S2Na2. De structuur zelf bestaat uit een C142–koolstofketen gesubstitueerd met 21 methylgroepen, 1 methyleengroep, 28 hydroxylgroepen en 2 sulfaatestergroepen. In totaal zijn er 32 etherringen aanwezig.
De sulfaatestergroepen zijn waarschijnlijk verantwoordelijk voor de biologische werking en maken het molecuul oplosbaar in water. Verder is het ook in methanol en dimethylsulfoxide oplosbaar, maar niet in de meeste organische solventen, bijvoorbeeld chloroform en aceton.
Er zijn 96 stereocentra, die tot een theoretisch aantal van 7,9 × 1028 stereo-isomeren leiden.

## Biosynthese
De biosynthese van maitotoxine gebeurt waarschijnlijk volgens het principe van andere polyetherverbindingen. MTX ontstaat door epoxidatie van enkele polyeenketens. De ketens worden uit acetaatgroepen gesynthetiseerd. Deze worden eerst tijdens de citraatcyclus in dicarbonzuren ingebouwd. Er vinden claissen condensatie en decarboxylering plaats. De methygroepen komen door vervangen van acetaat door propionaat of door andenosylmethionin tot stand.
Andere mogelijke bouwstenen zijn succinaat, propionaat, alfa-ketoglutaraat, mevalonaat en hydroxylglutaraat. Deze kunnen deels uit aminozuren worden gesynthetiseerd. Deze stoffen worden door condensatie en dehydratie ingebouwd. De sluiting van de ringen wordt door oxidatie tot epoxiden veroorzaakt. Het mechanisme hiervan is verschillend van het mechanisme van andere polyethers, wat structuurverschillen verklaart.

## Isolatie
Maitotoxine kan direct uit G. toxicus geïsoleerd worden. Hiervoor wordt deze in geprepareerd zeewater voor 38 dagen bij 25 °C en een belichting van 4000 tot 8000 lux tot een celdichtheid van 1000 cellen per ml gecultiveerd. Hierna moeten ze worden gefiltreerd en geëxtraheerd. De cellen worden met methanol en butanol geëxtraheerd en vervolgens in drie stappen met behulp van kolomchromatografie gezuiverd. Na scheiding van de toxische en de niet-toxische fase wordt er met het toxische gedeelte nog een keer een kolomchromatografie uitgevoerd.

## Reacties
MTX is in een basische omgeving reactief stabiel. In zuur milieu is het niet stabiel. De toxine levert een positief resultaat met het Dragendorff-reagens voor alkaloïde en tertiair amine. Met ninhydrine kunnen noch ammoniak noch primair aminogroepen worden bewezen.

## Werkingsmechanisme
Er zijn hoofdzakelijk de volgende mechanismen bij betrokken:
1. Activering van de Ca2+-influx via non-selectieve kationkanalen,
2. Vorming van grote poriën,
3. Afgifte van lactaatdehydrogenase (LDH), een signaal voor cellyse.

Het hoofdmechanisme van de werking van MTX is de activering van de calciuminstroom. MTX heeft hierdoor verschillende effecten op calciumafhankelijke processen. Maar niet in alle gevallen is bekend hoe de calciumconcentratie en effecten samenhangen.
MTX activeert Ca2+-permeabele ionenkanalen en veroorzaakt hierdoor een sterke toename van Ca2+ in het cytosol. Alle cellen zijn erbij betrokken, zowel excitable als nonexcitable cellen. De geringe specificiteit van MTX leidt tot de aanname dat een ubiquiteit deel van het plasmamembraan erbij betrokken is. Het Ca2+ komt niet uit het interne reservoir vrij, want de instroom hangt af van de Ca2+-influx. De werking van MTX is membraangebonden. De activatie gebeurt door directe interactie met de extracellulaire celoppervlakte doordat het molecuul een polair, hydrofiel karakter heeft en niet door de celmembraan heen kan, hoewel het hydrofobe deel wel het membraan kan doordringen. De toxine is geen ionofoor maar bindt aan de plasmalemmal Ca2+-ATPase-pomp. Door de binding wordt de pomp in een Ca2+-permeabel non-selectief kanaal veranderd.
De hoge calciumconcentratie in het cytosol leidt tot vorming van grote poriën die afgifte van LDH ten gevolge hebben. LDH is een signaal voor cellyse.
De secundaire effecten op niet-prikkelbare cellen zijn activatie van fosfolipase C. Er komt diacylglycerol vrij en de proteïnekinase wordt gestimuleerd. Door de afbraak ontstaat arachidonzuur. In prikkelbare cellen worden membraandepolarisatie en activatie van voltageafhankelijke kanalen veroorzaakt. Dit leidt tot contractie van hart- en gladspierweefsel en de blootstelling van neurotransmitters uit zenuweinden. Deze effecten van MTX leiden tot celdood.
De oxidatieve fosforylering wordt geremd en dit leidt tot afbouw van de ATP-spiegel. Necrose en erosie van cellen en weefsels worden geïnduceerd. Hierbij is ook de calciumafhankelijke protease calpaïne betrokken.
De werking van MTX is afhankelijk van de concentratie. Bij lage concentratie zijn vooral voltageafhankelijke calciumkanalen betrokken, terwijl bij hoge concentraties bovendien ook voltageonafhankelijke kanalen tot instroom leiden.
Concentratieafhankelijk is ook de op MTX terug te voeren ophoping van IP3, die tot lichting van het Ca2+-reservoir in het ER leidt. Door dit effect worden de CRAC-kanalen in het plasmamembraan geopend en hierdoor wordt de calciuminstroom versterkt en ook alle andere intercellulaire calciumreservoirs worden ontleerd.

## Toxiciteit
Maitotoxine is extreem toxisch met een LD50 van 50 ng/kg in muizen. 130 ng/kg is voor muizen dodelijk.
MTX heeft potente cytotoxische, ichthyotoxische en hemolytische eigenschappen door effecten op de Ca2+-afhankelijke mechanismen, zoals storing van de afgifte van hormonen en neurotransmitters (dopamine, noradrenaline, insuline), stimulatie van fosfaatidylinositofosfaat-afbraak en contractie van gladde spieren.
De werking en toxiciteit van MTX is afhankelijk van de structuur. Door desulfatering en katalytische hydrering wordt MTX onderdrukt. De LD50 van Monodesulfato-MTX is 0,6 µg/kg in muizen, dat wil zeggen de toxiciteit is verlaagd. Van Didesulfato-MTX is de LD50 in muizen 15 µg/kg, de toxiciteit is verhoogd.
Verder kan de toxiciteit worden verlaagd door verhitten van MTX met 1M HCl of 1M NaOH.

## Effecten
Cytolytische werking MTX induceert necrosen en erosies van cellen en weefsel, doordat een massieve verhoging van de Ca2+-concentratie een poriënvorming veroorzaakt. Daardoor komt LDH vrij en dit leidt tot oncotische celdood.
Insulinotrope toxiciteitMTX stimuleert de afgifte van insuline, doordat door MTX de Ca2+-gemedieerde signaaltransductie in de β-cellen van het pancreas wordt beïnvloed.
Excitatorisch, contractiel effectOp gladde spieren en hartspieren als gevolg van Ca2+-influx.
Cytotoxisch effectOp kankercellen bij concentraties van 0,1 tot 1 nM MTX.
Hypotherme werkingDoor effect van MTX op CZS-gestuurde lichaamstemperatuur.
Immunotoxisch effectMTX reduceert de cortisolafgifte. Dit leidt tot een deficiëntie van het immuunsysteem en gastrische ulceraties.
Cardiotoxische eigenschappenOptreden van hartaanvallen en falen van het ademhalingsstelsel, zoals verhoogde kans op trombivorming door beschadiging van endotheelcellen en trombocyten.

## Symptomen
Er treden algemene ciguatera- c.q. visvergiftigingssymptomen op, die in vier categorieën kunnen worden ingedeeld: gastrointestinaal, neurologisch, cardiovasculair en algemene symptomen.
De eerste kenmerken van deze soort visvergiftiging zijn misselijkheid, overgeven, diarree, hoofdpijn, spierpijn, hallucinaties, gevoelsstoornissen en koudeallodynie.

## Medische Toepassingen
MTX kan oncotische celdood opwekken door genoemde mechanismen. Bij blokkering van deze werking treedt zeiosis, een vorm van plasmamembraan-blebbing, op.